# Кенди Сакс
Кенди Сакс (англ. Candy Suxxx; род. 13 августа 1965) — персонаж компьютерной игры GTA: Vice City. Является порноактрисой, а также элитной проституткой, оказывающей эскорт-услуги богатым гражданам Вайс-Сити.

## Имя
Кенди Сакс является псевдонимом порноактрисы, на деле её зовут Кандис Шанд (англ. Candice Shand), а псевдоним Кенди Сакс (англ. Candy Suxxx) служит отсылкой к фелляции, а также, учитывая три буквы X в псевдониме (Suxxx) — отсылкой к порноиндустрии, обозначаемой буквами XXX, имя Кенди (англ. Candy) — в переводе с английского означает «конфета».

## Прообраз
Прообразом Кенди Сакс, по некоторым данным, является эротическая модель британского происхождения Морган Ли (англ. Morgan Leigh), некогда переехавшая из Эдинбурга во Флориду. Озвучиванием персонажа занималась известная порнозвезда Дженна Джеймсон. За озвучивание Кенди Сакс Дженна Джеймсон получила гонорар 5000 долларов.

## Участие в сюжете
Кенди, персонаж с очень большим бюстом, являющимся результатом операции по увеличению груди, носит бикини на мотив флага США и красные туфли; работала проституткой в центре города; конгрессмен Алекс Шраб — её постоянный клиент. Томми Версетти нанял её для работы в порно-студии Interglobal Films после убийства её сутенёра.
Кенди Сакс в конечном счёте становится порнозвездой, работающей у Томми Версетти, как её показывают на постерах и видеообложках некоторых порнографических фильмов в Vice City («Укус», «Более близкие столкновения»), San Andreas («Девочки по вызову Вайнвуда», «Это не может быть легальным», «Возвращение анаконды») и Liberty City Stories («Позволь мне попрыгать»); рекламные щиты с её изображением есть в Лос-Сантосе и Лас-Вентурасе в GTA: San Andreas. Из Vice City Stories известно, что Кэнди снималась в фильме про зоофилию приблизительно в 1984 году. В одной из миссий игры GTA Vice City Stories Джерри Мартинес смотрит именно этот фильм. В Vice City её партнёршей по порнофильмам была Мерседес Кортес.

## Отзывы и критика
- В «Топ-50 горячих персонажей видеоигр», согласно изданию Complex, Кенди Сакс заняла 39 место, с формулировкой «Идеальная девушка из GTA»: рыжая порно-звезда, носящая на всём протяжении игры только бикини с изображением американского флага. Было бы не по-американски не выбрать её [среди других девушек из GTA]![12]
- Издание GadgetReview поместило Кенди в «Топ-20 персонажей-женщин видеоигр», присудив ей 15-е место[13].
- В 2003 году Дженна Джеймсон за озвучивание Кенди Сакс получила награду «G-Phoria[англ.]» в номинации «Лучший голос».

## Игрушечная продукция
В 2006 году MediCom Toys совместно с Rockstar Games выпустила серию фигурок персонажей Grand Theft Auto: Vice City, в числе которых есть и Кенди Сакс.